# Sonvilier
Sonvilier (/sɔ̃vilje/) est une commune suisse du canton de Berne, située dans l'arrondissement administratif du Jura bernois.

## Géographie
Sonvilier se trouve à 10 km à vol d’oiseau de La Chaux-de-Fonds, dans la partie supérieure du vallon de Saint-Imier, le long de la Suze. Les points culminants du territoire communal sont à 1 269 m sur L'Echelette et à 1 220 m sur la montagne du Droit.
Le territoire communal est occupé à raison de 4 % par l’habitat (1 237 habitants), 35 % par la forêt, 60 % par les zones agricoles et 1 % de sol improductif.
Le plateau de la Chaux-d'Abel (1 040 m d’altitude), formé de fermes disséminées et faisant partie géographiquement des Franches-Montagnes, est situé sur le territoire communal de Sonvilier.

### Transport
Sonvilier est situé sur la ligne Bienne – La Chaux-de-Fonds, inaugurée en 1859 et électrifiée en 1934.

## Histoire

Photo aérienne (1950)

De 1797 à 1815, Sonvilier a fait partie de la France, au sein du département du Mont-Terrible, puis, à partir de 1800, du département français du Haut-Rhin, auquel le département du Mont-Terrible fut rattaché. Par décision du congrès de Vienne, le territoire de l’ancien évêché de Bâle fut attribué au canton de Berne, en 1815.
Le village est connu pour avoir brièvement accueilli l’anarchiste Mikhaïl Bakounine, en 1871. Le 12 novembre 1871, la Fédération jurassienne y est fondée à l'Hôtel de la Balance.

## Économie
Avec l'arrivée de l'horlogerie dans le vallon de Saint-Imier, l’agriculture a été remplacée par l’industrie. Plusieurs entreprises importantes se sont développées dans la localité : IGA (boîtes de montres), Chronolite (pierres d’horlogerie), Gränicher (ressorts d’horlogerie). La crise horlogère des années 1970 a entraîné la fermeture de toutes ces entreprises. Ainsi que l'entreprise horlogère Chopard qui a connu ses débuts à Sonvilier.
En 2014, la commune est celle enregistrant l'imposition fiscale la plus élevée de Suisse pour les plus hauts revenus.

## Monuments et curiosités
Le château d'Erguël est situé au sud-est de la localité, sur le flanc de la Montagne de l'Envers. Cette forteresse, érigée par les seigneurs d'Erguël au XIe siècle, passe sous l'autorité du prince-évêque de Bâle au XIIIe siècle. Ses défenses sont alors renforcées, comme celles d'autres châteaux forts épiscopaux. Le donjon circulaire, avec boulins visibles à la hauteur des étages, est le vestige le plus considérable. Sur le territoire communal, on trouve également la Grande Coronelle, une métairie construite en 1621 et qui possède une cuisine voûtée à puissants piliers circulaires.

## Berceau de la Société philanthropique suisse Union
Marqués par les événements de l’époque, comme la mise sur pied des Corps francs, dans lesquels s’enrôlent plusieurs ressortissants du vallon de Saint-Imier, deux jeunes gens de Sonvilier, Fritz Marchand et Jules-César Wille, créent la Société philanthropique suisse Union le 23 décembre 1843. Ils jettent les bases d’un mouvement dont le but consiste à devenir vertueux. La société aide matériellement et moralement des institutions ou des associations sans but lucratif. En 2025, la Société compte près de 1'800 membres, répartis dans trente-neuf cercles. Son siège est à Bienne.

## Un apéritif dont l’origine est sujette à caution
L’origine de la Suze reste controversée. Au début du XXe siècle, Hans Kappeler, cultivateur à la ferme du Moulin-Neuf, sur le territoire de la commune de Sonvilier, herborise en achetant notamment des racines de gentiane. Il en tire un breuvage et, en 1916, il dépose la marque Or des Alpes. Selon ses descendants, il aurait mis au point la formule de l’apéritif en le baptisant du nom de la rivière qui baigne son village. Selon la version de la marque française, Fernand Mourreau et Henri Porte ont créé l’apéritif en 1889 à Maisons-Alfort (Val-de-Marne), après avoir racheté la distillerie Rousseau & Laurents.

## Personnalités
- Louis-Ulysse Chopard, fondateur de la marque de montres Chopard
- Ferdinand Gonseth, philosophe.
- Pierre-André Marchand, chansonnier et journaliste satirique[16]
- Adhémar Richard, peintre[17]
- Henri Piccot, peintre